# Armand V. Feigenbaum
Armand Vallin Feigenbaum (* 6. April 1920 in New York City; † 13. November 2014 in Pittsfield (Massachusetts)) war ein US-amerikanischer Ökonom mit Schwerpunkt Managementlehre und dem Spezialgebiet Qualitätskontrolle.

## Werdegang
Feigenbaum studierte am Union College, wo er 1942 mit dem Bachelor in Industriebetriebslehre abschloss. Er arbeitete seit 1942 zunächst als Werkzeugmacher für General Electric, wo er später für Fertigung und Qualität verantwortlich zeichnete. Es folgte ein Studium an der MIT Sloan School of Management, er promovierte 1951 am berühmten Massachusetts Institute of Technology (MIT). Seine Promotionsschrift aus 1951 erschien erst 1956 als Buch.
Zwischen 1958 und 1961 war er Vizepräsident der American Society for Quality Control (ASQC), von 1961 bis 1963 fungierte er dort als Präsident. Im Jahre 1968 verließ er General Electric, um zusammen mit seinem Bruder Donald S. Feigenbaum im selben Jahr die General Systems Company zu gründen. Zwischen 1975 und 1977 fungierte er als Präsident der International Academy for Quality (IAQ), 1992 wurde er Mitglied der National Academy of Engineering. Feigenbaum erhielt zahlreiche Auszeichnungen, so beispielsweise 2007 die National Medal of Technology and Innovation. Er verstarb im Jahre 2014 am Sitz seiner Firma General Systems Company, in Pittsfield/Massachusetts.

## Schwerpunkte
Feigenbaum konzentrierte sich auf die Qualitätskontrolle in der Industrie und war einer der ersten, die sich näher mit Qualitätskosten auseinandersetzten. Im Jahre 1956 unterschied er zwischen Fehlerkosten (englisch failure costs), Präventionskosten (englisch prevention costs) und Prüfkosten (englisch appraisal costs) und lieferte wichtige Vorarbeiten zur Company Wide Quality Control.
Sein grundlegendes Buch führte zu einer Entwicklung in der Fachliteratur, aus der letztlich das Total-Quality-Management hervorging. Seine „verborgene Fabrik“ (englisch hidden plant) reflektiert die als Fehlproduktion entstandenen Produkte, die durch Nacharbeiten oder Reparaturen einem erneuten partiellen Produktionsprozess unterworfen werden müssen, um den Qualitätsanforderungen des Marktes zu genügen.

## Schriften (Auswahl)
- Armand V Feigenbaum, Quality control: principles, practice and administration; an industrial management tool for improving product quality and design and for reducing operating costs and losses, 1945, New York/McGraw-Hill
- Armand V Feigenbaum/Donald S Feigenbaum, The power of management capital: utilizing the new drivers of innovation, profitability, and growth in a demanding global economy, 2003, ISBN 9780070217331
- Armand V Feigenbaum/Donald S. Feigenbaum, The power of management innovation: 24 keys for sustaining and accelerating business growth and profitability, 2009, New York/McGraw-Hill, ISBN 9780071625784